# Creu de la Corba
La Creu de la Corba és una obra d'Esponellà (Pla de l'Estany) inclosa a l'Inventari del Patrimoni Arquitectònic de Catalunya.

## Descripció
Creu de terme situat a Camp de La Creu. Té una columna sobre la qual descansa un capitell trapezoidal i una creu sense cap tipus d'ornamentació. A cadascun dels costats del capitell hi ha un escut esculpit.